# Kreuzerhöhungskirche (Czaplinek)

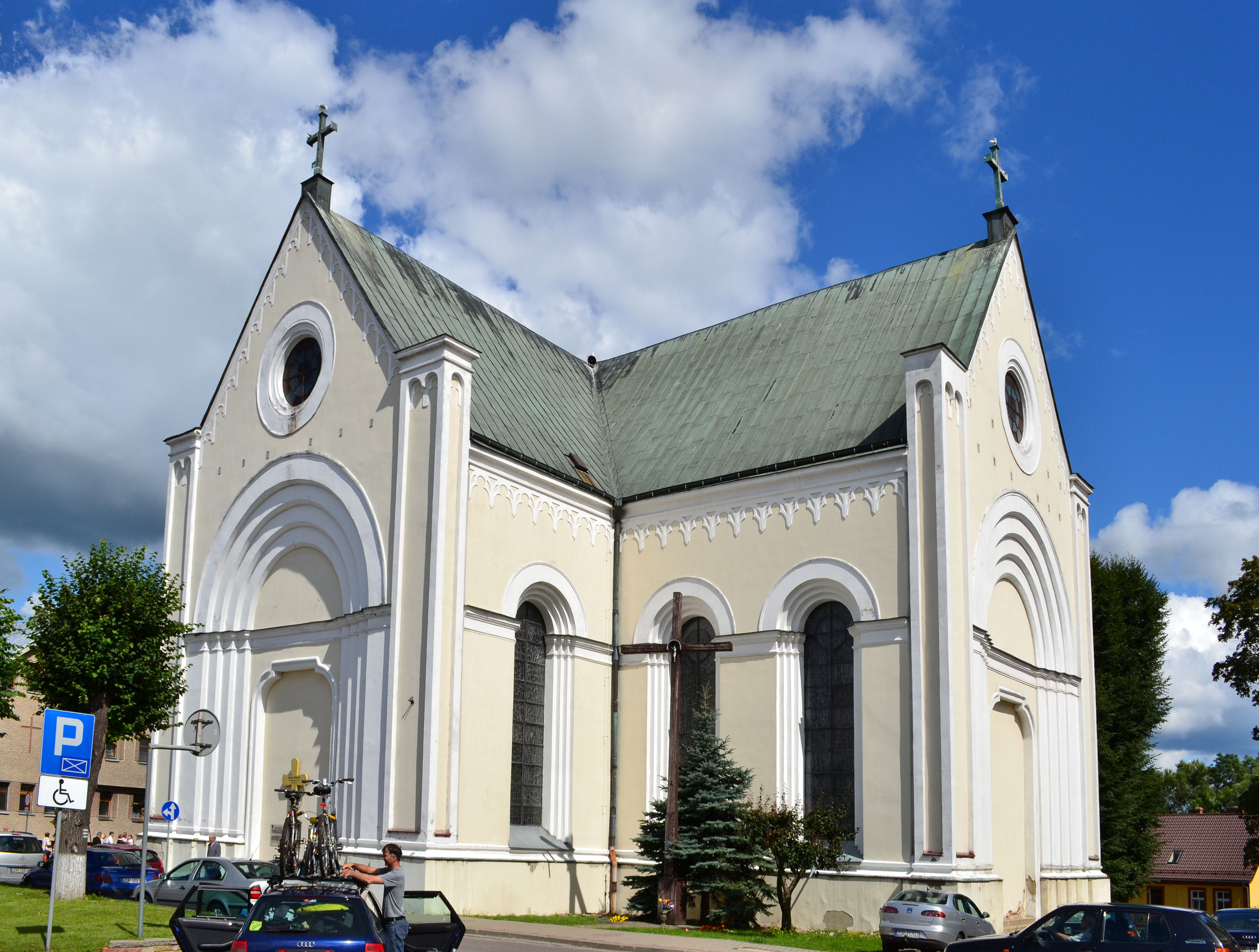
Stadtkirche St. Michael

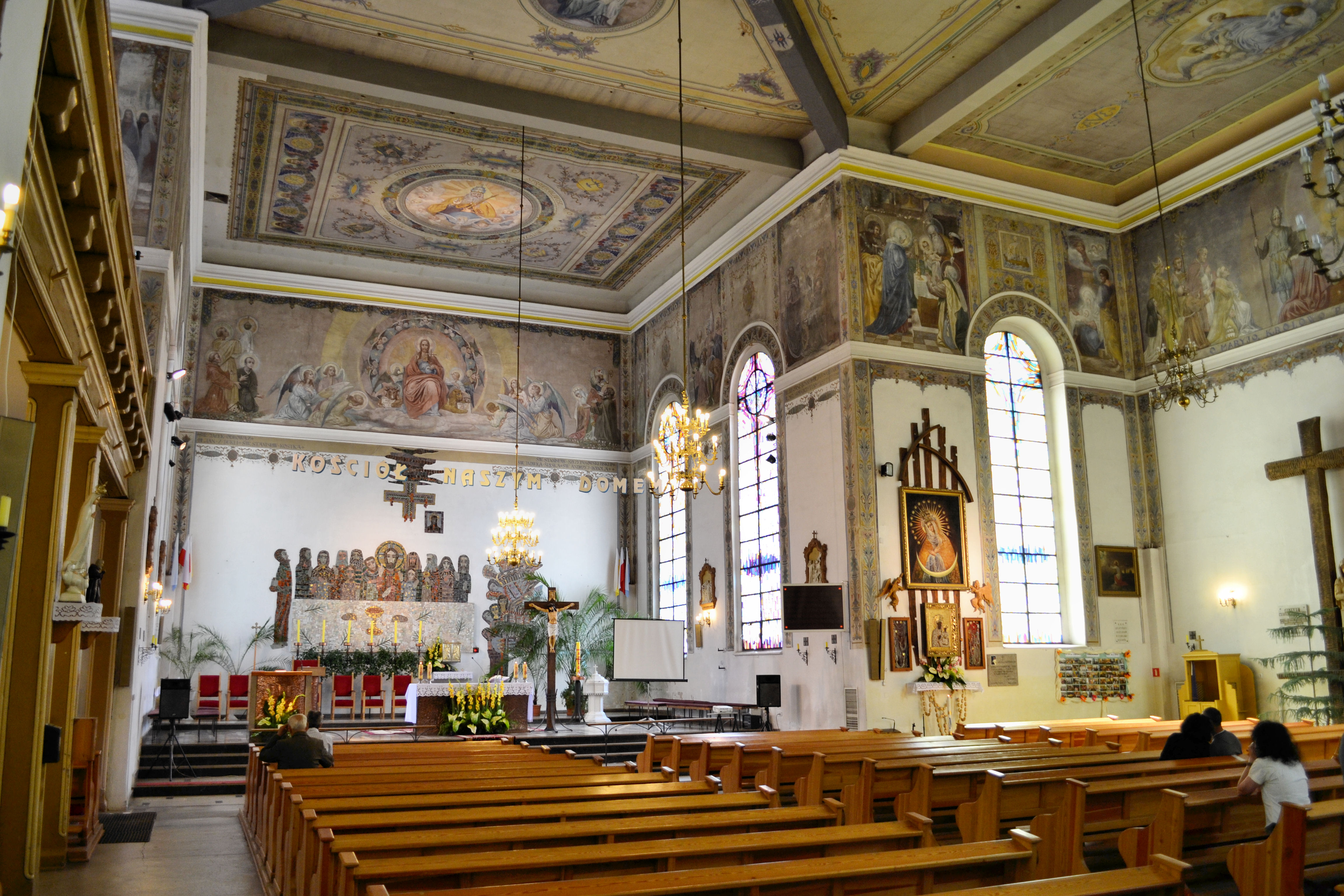
Innenraum

Die römisch-katholische Kreuzerhöhungskirche im pommerschen Czaplinek (vor 1945: Tempelburg) geht auf einen Entwurf von Karl Friedrich Schinkel zurück. Sie gehört zum Dekanat Barwice im Bistum Koszalin-Kołobrzeg. Bis zur Vertreibung der deutschen Bevölkerung 1945 gehörte die Kirchengemeinde zum Kirchenkreis Tempelburg in der Kirchenprovinz Pommern der Evangelischen Kirche der altpreußischen Union.

## Lage
Die Kirche liegt an der Nordostseite des Marktes und liegt in einer leicht abfallenden Grünanlage.

## Geschichte
Die 1726 erbaute alte Kirche war um 1800 baufällig geworden. Erste Pläne zu einem Neubau wurden 1819 am Oberbaudeputat eingereicht, jedoch von Karl Friedrich Schinkel verworfen und mit einem Gegenentwurf im gotischen Stil erwidert. Schinkels Entwurf erwies sich aber als zu teuer. Die Stadt Tempelburg nutzte einen Besuch des preußischen Königs 1826 zu einem Bittgesuch um Gelder für den Kirchenneubau. Schinkel entwickelte darauf 1828 einen überarbeiteten Entwurf mit reduzierten Bauformen.
Während der Bauzeit, 1829–1832, reichten die Tempelburger einen Entwurf zum Bau eines Kirchturms ein, der jedoch nicht umgesetzt wurde.
Bei der polnischen Übernahme wurde die Kirche katholisch. Baulich unverändert, wurde die Kirche im Inneren nach Osten ausgerichtet und erhielt Wandmalereien.

## Bauwerk
Die Kirche ist ein Putzbau unter zwei sich kreuzenden Satteldächern. Die Gebäudeecken sind, wie in der Normalkirche Schinkels, durch pfeilerartige plattgeschlossene Elemente betont. Monumentale, abgetreppte Rundbogenblenden nehmen die gesamte Wandfläche ein. Unter einem durchgezogenen Kämpferprofil sind Türen und Türblenden eingeschnitten. Im Giebel mit einem gotisierenden Stuckfries sitzt ein Okulus im fein profilierten Stuckrahmen.  Die hohen rundbogigen Fenster sitzen auf dem Gebäudesockel auf und haben vielfach abgetreppte Gewände, wobei ihre Kämpferprofile als Gesims miteinander verbunden sind.
Im Inneren werden der Nord- und Südkreuzarm durch eine Empore bis auf halbe Höhe geschlossen, so dass die Kreuzform der Kirche nur im oberen Raum deutlich wird.